# 日本ハンセン病学会
日本ハンセン病学会（にほんはんせんびょうがっかい、英称:The Japanese Leprosy Association）は、ハンセン病に関する学会である。日本医学会加盟学術団体。

## 歴史
1927年（昭和2年）に「日本癩（らい）学会」として設立された。その後、「日本らい学会」を経て、1996年以降「日本ハンセン病学会」の名称になった。現在日本ハンセン病学会は、ハンセン病やその類縁疾患、およびそれらに共通する臨床研究や基礎研究を中心として広く活動を行っている団体であり、ハンセン病医学の発展、すなわち病因の解明、診断、治療に貢献することを目的にし、また、ハンセン病医療を向上させ、その成果を臨床や社会へ反映させ、さらに患者の福祉の向上や人権を尊重した医療の確立に向け活動している。
1995年、第68回日本らい学会が横浜市 で開催されたが、その前1年間、成田稔　牧野正直、長尾栄治、後藤正道、尾崎元昭は、らい予防法反対を学会として纏め上げ、学会場で、学会の決議を経て公表された。1953年公布、施行されたらい予防法は、学会の決議の後の1996年4月1日、らい予防法の廃止に関する法律により廃止された。1996年の岡山における日本らい学会で日本らい学会をハンセン病学会と変更した。

### らい予防法についての日本らい学会の見解
らい予防法についての日本らい学会の見解

## 総会および学術集会
- 第1回　1927年　東京帝大にて　世話人：光田健輔
- 第2回　1929年　大阪医科大（現:大阪大学）　世話人：村田正太
- 第3回　1930年　大阪医科大　世話人：村田正太
- 第4回　1931年　東京帝大　世話人：林芳信
- その後は毎年行われたが、1942年は日本医学会と合同と単独（岡山市）があり2回、1944年は誌上学会。1945-46年は開かれていない。

## 雑誌
- レプラ　（英称:LA LEPRO）大阪皮膚病研究所発行　1930年4月　1号発行 最初は日本らい学会機関誌ではなかったが、1937年から日本らい学会機関誌となった。[3]
- 日本らい学会雑誌　 LA LEPRO続刊　（英称：Japanese Journal of Leprosy）日本らい学会発行　1977年-1991年　年4回 1992年より年3回
- 日本ハンセン病学会雑誌　続刊　1996年より、英称は変わらず。 Pubmedによる名称は　Nihon Hansenbyo Gakkai Zasshi.

## 学会賞
- 桜根賞　1953年から2003年まで、桜根孝之進（大阪高等医学校皮華科教授、大阪大学初代皮膚科教授）の遺志で30万円の基金で始められた。一篤志家の寄付も入っている。[4]日本ハンセン病学会賞でもあり、日本ハンセン病学会賞はその後も継続している。第１回　1953年　受賞者　谷村保夫（鼠らいの免疫にかんする実験的研究）中村昌弘（白鼠における鼠らいの増殖態度）